# Francesca Inaudi
Francesca Inaudi (Siena, 8 dicembre 1977) è un'attrice italiana.

## Biografia
Nel 1999 si diploma alla scuola del Piccolo Teatro di Milano, diretta da Giorgio Strehler prima e da Luca Ronconi poi.
Dopo alcuni anni di teatro, lavorando con registi come Elio De Capitani e Massimo Castri, nel 2004 debutta al cinema con Dopo mezzanotte, per la regia di Davide Ferrario. Nel 2005 è protagonista del film L'uomo perfetto di Luca Lucini. Nel 2007 prende parte al film scandalo Gli arcangeli di Simone Scafidi che uscirà l'anno successivo. La pellicola desta scalpore per le scene di sesso, il nudo completo dell'attrice e una sequenza in cui accarezza il pene dell'attore protagonista. Recita anche ne La bestia nel cuore di Cristina Comencini, candidato all'Oscar, e in N (Io e Napoleone) di Paolo Virzì.
Si è fatta conoscere dal grande pubblico grazie alla partecipazione alla serie televisiva Distretto di Polizia interpretando, dalla 6ª all'8ª stagione, l'ispettrice Irene Valli. Nel 2007 posa senza veli per la rivista Max.
Tra il 2008 e il 2011 appare su Rai Uno nella serie televisiva Tutti pazzi per amore, dove interpreta Maya. Nel 2009 torna sul grande schermo con 4 film: Io, Don Giovanni, Questione di cuore, Generazione 1000 euro e Il richiamo.
Nel 2011 appare nel video di Max Pezzali Il mio secondo tempo e nel 2012 nel video di Francesco Renga La tua bellezza, presentati rispettivamente al 61º e 62º festival di Sanremo, ed è nel cast di Noi credevamo di Mario Martone, presentato nel 2012 alla mostra del cinema di Venezia e vincitore del Nastro d'argento come film dell'anno e di 7 David di Donatello tra cui "Miglior film". Nel 2014 recita nel film La mossa del pinguino, candidato al Nastro d'argento come miglior commedia.

## Filmografia

### Cinema
- Dopo mezzanotte, regia di Davide Ferrario (2004)
- L'uomo perfetto, regia di Luca Lucini (2005)
- L'orizzonte degli eventi, regia di Daniele Vicari (2005)
- La bestia nel cuore, regia di Cristina Comencini (2005)
- La donna del Mister, episodio di 4-4-2 - Il gioco più bello del mondo, regia di Claudio Cupellini (2006)
- N (Io e Napoleone), regia di Paolo Virzì (2006)
- Non prendere impegni stasera, regia di Gianluca Maria Tavarelli (2006)
- Viaggio in Italia - Una favola vera, regia di Paolo Genovese e Luca Miniero (2007)
- Gli arcangeli, regia di Simone Scafidi (2008)
- Io, Don Giovanni, regia di Carlos Saura (2009)
- Questione di cuore, regia di Francesca Archibugi (2009)
- Generazione 1000 euro, regia di Massimo Venier (2009)
- Il richiamo, regia di Stefano Pasetto (2009)
- Matrimoni e altri disastri, regia di Nina Di Majo (2010)
- Noi credevamo, regia di Mario Martone (2010)
- Femmine contro maschi, regia di Fausto Brizzi (2011)
- Come trovare nel modo giusto l'uomo sbagliato, regia di Salvatore Allocca e Daniela Cursi Masella (2011)
- Ci vediamo domani, regia di Andrea Zaccariello (2013)
- La mossa del pinguino, regia di Claudio Amendola (2014)
- L'amore non perdona, regia di Stefano Consiglio (2014)
- Tre tocchi, regia di Marco Risi (2014)
- I calcianti, regia di Stefano Lorenzi (2015)
- Solo per il weekend, regia di Gianfranco Gaioni (2015)
- Inferno, regia di Ron Howard (2016)
- Ninna Nanna, regia di Enzo Russo e Dario Germani (2016)
- Tutti i soldi del mondo (All the Money in the World), regia di Ridley Scott (2017)
- Finché giudice non ci separi, regia di Toni Fornari e Andrea Maia (2018)
- Stato di ebbrezza, regia di Luca Biglione (2018)
- Succede, regia di Francesca Mazzoleni (2018)
- L'ordine del tempo, regia di Liliana Cavani (2023)
- Eyes everywhere, regia di Simona Calo (2025)

### Televisione
- A casa di Anna, regia di Enrico Oldoini e Francesca Marra (2004)
- Distretto di Polizia - serie TV (2006-2008)
- Tutti pazzi per amore - serie TV (2008-2012)
- Crimini 2 - serie TV, episodio "Mork e Mindy" (2010)
- A fari spenti nella notte, regia di Anna Negri - film TV (2012)
- Mai per amore - episodio "Ragazze in web", regia di Marco Pontecorvo (2012)
- Una pallottola nel cuore - serie TV (2014-2018)
- Come fai sbagli - serie TV (2016)
- Illuminate: Margherita Hack, regia di Emanuele Imbucci - docu-film (2018)
- L'Aquila - Grandi speranze - serie TV (2019)
- Il cacciatore - serie TV (2020-2021)
- Monterossi 2, regia di Roan Johnson - serie Prime Video, 3 episodi (2023)
- Kostas, regia di Milena Cocozza – serie TV (2024)
- Sconfort Zone, regia di Maccio Capatonda – serie TV (2025)

### Cortometraggi
- Quando le cose vanno male, regia di Paolo Sorrentino (2004)
- Insula, regia di Eric Alexander (2010)
- Le vendicatrici, regia di Davide Marengo (2013)

## Teatro
- L'avaro, regia di Lamberto Puggelli (1996)
- Camillo. Memo1.0: costruzione del teatro, regia di Emil Hrvatin (1998)
- Vecchio clown cercasi di Vizniec, regia di Stefan Iordanescu (1998)
- Macbeth clan, regia di Angelo Longoni (1998-1999)
- Tre sorelle, regia di Enrico D'Amato (1999)
- Intrigo e amore, regia di Antonio Syxty (1999)
- Peter Pan, regia di Gheorghe Iancu (2000)
- Faccia di fuoco, regia di Alessandra Milano (2000)
- I due gemelli veneziani, regia di Elio De Capitani (2001)
- Madame de Sade, regia di Massimo Castri (2001-2002)
- Euridice, regia di Enrico Petronio (2002)
- Elephant Woman, regia di Andrea Gattinoni (2006)
- Colazione da Tiffany, regia di Piero Maccarinelli (2012)
- Molto rumore per nulla, regia di Giancarlo Sepe (2013)
- Wonderland, regia di Daniele Ciprì (2016)
- La vedova scaltra, regia di Gianluca Guidi (2017)
- Preziosa, regia di Luca De Bei (2018-2019)
- Beginning, regia di Simone Toni (2022)

## Videoclip
- 2011 – Il mio secondo tempo – Max Pezzali, regia dei Manetti Bros.
- 2012 – La tua bellezza - Francesco Renga, regia di Edoardo Leo

## Riconoscimenti
- Premio Hystrio Borsa di studio Gianni Agus (1999)
- Premio del pubblico – Premio Flaiano per Dopo mezzanotte (2004)
- Nastro d'argento – Candidatura come attrice protagonista per Dopo mezzanotte (2004)
- Grolla d'oro per Dopo mezzanotte (2005)
- Etruria Cinema per Dopo mezzanotte (2005)
- Nastro d'argento – Candidatura come miglior attrice non protagonista per N (Io e Napoleone) (2006)
- Fano International Film Festival – Premio miglior attrice protagonista "ex aequo" con Ambra Angiolini per Insula (2010)
- Valdarno Cinema Fedic – Premio miglior attrice protagonista per Insula (2011)
- Premio Afrodite – Premio miglior attrice per Il richiamo (2012)
- Ciak d'oro – Candidatura come attrice non protagonista per La mossa del pinguino (2014)